# Société par actions
Pour les articles homonymes, voir SPA.

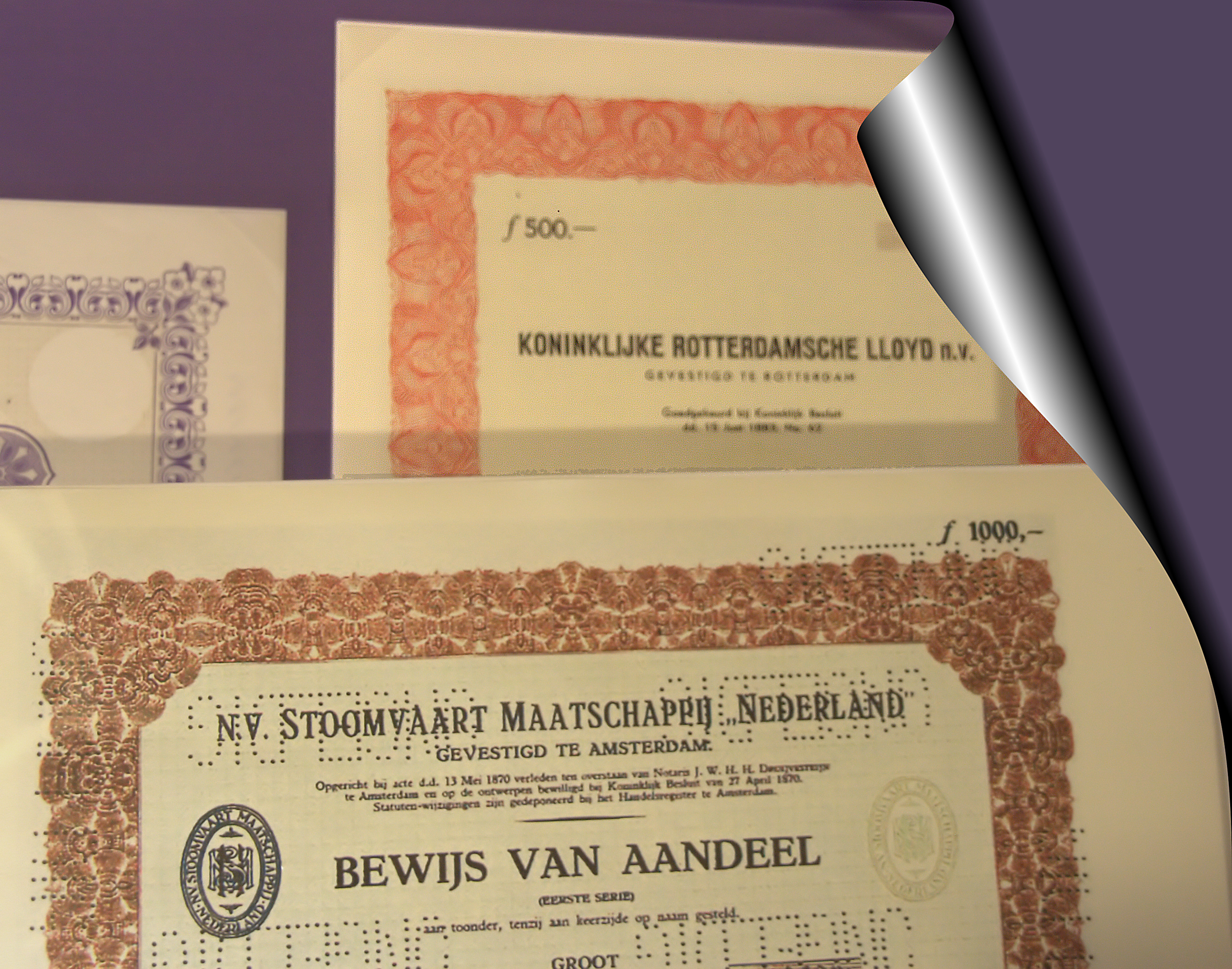
Actions KRL, Musée maritime de Rotterdam

Une société par actions (S.p.A.) est une entreprise organisée sous la forme d'une société commerciale ayant un capital dont la souscription par les associés a fait l'objet de l'émission de titres représentatifs du capital, les actions ou parts sociales, remises aux souscripteurs ou associés, dès lors appelés actionnaires. Les actions confèrent à l'actionnaire des droits pécuniaires et des droits sociaux.

## Historique
La première forme de société commune connue en Europe, le « pariage », apparaît en 1192 à Toulouse sous l'égide du comte Raymond VI. Un de ces pariages devient en 1372 la première société par actions, la Société des moulins de Bazacle, dotée d'actions, les « uchaux », librement cessibles au prix du marché par leurs détenteurs, les « pariers », et donnant droit à dividende ; le conseil général des pariers, assemblée générale avant la lettre, se réunit chaque année pour approuver les comptes, prendre les grandes décisions d'investissements et élire le conseil d'administration, la « régence », qui choisit le dirigeant de l'entreprise, le « régent », désigné pour un an ; les salariés ont droit à une participation aux bénéfices. Dans le reste de l'Europe, en particulier en Italie, ce sont plutôt des formes de sociétés proches de la société en commandite ou de la société en nom collectif qui se développent, mais avec un nombre restreint d'associés et des parts non cessibles. À Gênes, des sociétés importantes, dont le capital est divisé en parts cessibles et dont la responsabilité des actionnaires est limitée à leur mise de fonds, voient le jour au XVe siècle. Un siècle et demi plus tard apparaissent, à Londres et Amsterdam, les premières grandes compagnies commerciales, la Compagnie anglaise des Indes orientales et la Compagnies des Indes occidentales, dotées d’un capital considérable et de nombreux investisseurs.
L'objectif commun de toutes ces sociétés par actions est de partager les risques, mais en partageant la propriété, à savoir en partageant les droits pécuniaires et les droits sociaux en général au prorata de la contribution de chaque actionnaire. Par ailleurs, les sociétés par actions ou parts sociales sont les « supports juridiques » des entreprises[réf. à confirmer] qui elles n'ont pas de réalité juridique et donc ne sont pas sujet de droit. Elles sont de fait propriétés des actionnaires ou porteurs de parts : Ils décident, perçoivent des revenus et peuvent revendre ce patrimoine.
C'est au XIXe siècle qu'a eu lieu une évolution majeure pour l'essor du capitalisme avec le concept de « responsabilité limitée » permettant aux actionnaires de limiter leurs risques pénaux et financiers en les transférant à l'entreprise mais sans partage de la propriété et des droits pécuniaires et sociaux qui vont avec, grâce à l'inexistence juridique de celle-ci.
Les deux caractéristiques juridiques, « responsabilité limitée » et le fait que l'entreprise ne soit pas sujet de droit quant à la propriété, sont d'une importance déterminante pour le développement du capitalisme contemporain.

## Droit par pays

### Allemagne
En Allemagne, il y a quatre types de société par actions, en plus de la Société Européenne :
- la Aktiengesellschaft (AG), équivalent de la société anonyme ;
- la Kommanditgesellschaft auf Aktien (KGaA), équivalent de la société en commandite par actions ;
- la Gesellschaft mit beschränkter Haftung (GmbH), équivalent de la société à responsabilité limitée ;
- la Unternehmergesellschaft (UG), une forme simplifiée de la GmbH.

### Québec (Canada)
En droit québécois, une société par actions peut être constituée soit sous la loi provinciale (Loi sur les sociétés par actions [LSAQ]), soit sous la loi fédérale (Loi canadienne sur les sociétés par actions [LCSA]). Il existe beaucoup de similitudes entre les deux lois. La loi fédérale donne accès à tout le marché canadien, à condition de s'immatriculer dans les provinces où l'on fait affaires. La loi québécoise donne accès au marché québécois principalement, mais il est possible de s'immatriculer dans les autres provinces. Il coûte plus cher de se constituer selon la loi fédérale, mais la loi fédérale protège mieux le nom de l'entreprise contre d'éventuelles contestations, en raison du rapport NUANS, qui analyse de façon préventive et exhaustive les noms similaires sur le marché canadien.

### France

#### Types
En France, il existe trois types de sociétés par actions :
- la société anonyme (SA) ;
- la société par actions simplifiée (SAS) qui attire un nombre accru de créateurs d'entreprise en raison d'un formalisme simplifié ;
- la société en commandite par actions (SCA).

Un quatrième type, la société européenne (SE), définie par le droit de l'Union européenne, s'ajoute à ces trois types généraux.

#### Droits
Les droits pécuniaires permettent à chaque actionnaire de recevoir sa quote-part des bénéfices dont la société déciderait la distribution sous forme de dividendes, ainsi que le cas échéant sa quote-part du patrimoine de la société en cas de dissolution avec répartition des actifs restants après paiement des dettes.
Les droits sociaux donnent à l'actionnaire le droit de participer aux décisions de l'assemblée générale de la société, notamment l'élection des membres du conseil d'administration (ou dans certains cas le « conseil de surveillance »), la distribution de dividendes ou encore toute décision relative à la société ne faisant pas partie de la gestion journalière laissée à l'appréciation du conseil d'administration.

### Italie
En Italie, contrairement aux anciens codes du commerce italiens de 1865 (it) et 1882 (it), le code civil italien de 1942 ne reconnait pas la définition de la « société anonyme » pour une société de capitaux. Il reconnait une seule distinction entre S.p.A. Société par Actions et S.r.l. Société à Responsabilité Limitée. Cette distinction en deux types de formes sociales, en vigueur dans le droit italien , repose sur la division du capital social en actions ou en parts sociales.
Dans le cas de sociétés par actions, il fait la distinction entre :
- les S.r.l. Società a responsabilità limitata, est devenu, après la réforme du droit des sociétés de 2003, un type de société intermédiaire "hybride" entre S.p.A. et Société de personnes. On y trouve certains éléments, comme la dérogation totale au principe de responsabilité financière conformément à l'art. 2740 cc, ce qui la rapproche d'une société par actions, ainsi que d'autres facteurs, comme la flexibilité organisationnelle ou la personnalité des actions, spécifiques aux sociétés de personnes.
- les S.p.A. Società per azioni, équivalent de la société anonyme. En Italie, ce type de société peut être entièrement privée, avec une participation publique ou même entièrement publique, cotée ou non en Bourse,
- la S.A.p.A. Società in accomandita per azioni[6], équivalent de la société en commandite par actions.

### Union européenne
La S.E. société européenne, définie par le droit de l'Union européenne, depuis la directive de 2001, s'ajoute aux types généraux.

### Japon
On trouve au Japon la kabushiki gaisha (株式会社), soit la société par actions.

### Suisse
- la société anonyme ;
- la société en commandite par actions.